# كريستينا كوك
كريستينا كوك (بالإنجليزية: Kristina Cook)‏ هي متسابقة الحدث بريطانية، ولدت في 31 أغسطس 1970 في وورثينغ ‏ في المملكة المتحدة.

## وصلات خارجية
- كريستينا كوك على موقع الاتحاد الدولي للفروسية (الإنجليزية)
- كريستينا كوك على موقع FEI (رابط بديل) (الإنجليزية)
- كريستينا كوك على موقع أوليمبيديا (الإنجليزية)
- كريستينا كوك على موقع اللجنة الأولمبية البريطانية (الإنجليزية)